# Verne Troyer
Verne Troyer, född 1 januari 1969 i Sturgis, Michigan, död 21 april 2018 i Los Angeles, Kalifornien var en amerikansk skådespelare och komiker. Troyer var kortvuxen, 81 cm lång.
Troyer var känd som Mini-Me i Austin Powers-filmerna, och i Sverige speciellt genom Kanal 5:s TV-serie Welcome to Sweden.

## Filmografi i urval
- 1997 – Men in Black
- 1999 – Austin Powers: The Spy Who Shagged Me
- 2001 – Harry Potter och de vises sten
- 2002 – Austin Powers in Goldmember
- 2003 – Boston Public (gästroll i TV-serie)
- 2007 – Welcome to Sweden (TV-serie)
- 2007 – Postal
- 2008 – Love Guru
- 2009 – The Imaginarium of Doctor Parnassus